# Filaret
Filaret – imię męskie pochodzenia greckiego, którego patronem jest św. Filaret, zwany Kalabryjczykiem (XI wiek).
Filaret imieniny obchodzi 6 kwietnia.
Znane osoby noszące imię Filaret:
- Filaret (Wachromiejew) – prawosławny metropolita miński i słucki, egzarcha Białorusi
- Filaret – patriarcha moskiewski i całej Rusi w latach 1619–1633
- Filaret (Denysenko) – patriarcha kijowski i całej Ukrainy (niekanoniczny)
- Filaret (Amfitieatrow) – metropolita kijowski w latach 1837–1857
- Filaret (Drozdow) – metropolita moskiewski w latach 1828–1867
- Filaret (Wozniesienski) – Pierwszy Hierarcha Rosyjskiego Kościoła Prawosławnego poza granicami Rosji w latach 1964–1985
- Filaret (Karagodin) – arcybiskup penzeński i kuźniecki w latach 2004–2010, rektor Moskiewskiej Akademii Duchownej w latach 1992-1995
- Filaret Kołessa – ukraiński kompozytor i folklorysta
- Filaret (Gumilewski) – arcybiskup czernihowski i nieżyński

Por. Filareci